# Alexei Makarov
Alexei Makarov (15 de abril de 1972) é um diretor de cinema russo.